# Hands Up (canção de Cherry Bullet)
"Hands Up" (em coreano: 무릎 을 탁 치고) é uma canção do girl group sul-coreano Cherry Bullet. A música foi lançada digitalmente em 11 de fevereiro de 2020 pela FNC Entertainment. Isso marca o primeiro lançamento sem os membros Mirae, Kokoro e Linlin, após sua saída do grupo em 13 de dezembro de 2019  e seu terceiro lançamento geral.

## Histórico e lançamento
Em 28 de janeiro, foi revelado que Cherry Bullet fará um retorno com seu primeiro single digital Hands Up em 11 de fevereiro, marcando seu primeiro retorno desde a saída de Mirae, Kokoro e Linlin em dezembro de 2019.  Imagens conceituais de cada um dos membros foram lançadas em fevereiro 4 a 5 de fevereiro.
O teaser do videoclipe foi lançado em 10 de fevereiro e o videoclipe completo em 11 de fevereiro junto com o lançamento do single. 

## Composição
Uma armadilha energética e faixa de dança, "Hands Up" mostra a melodia de "Für Elise" de Beethoven, que acompanha a música. Jimin, ex-líder do AOA, participou da composição da música. 

## Promoção
Cherry Bullet fez um showcase ao vivo no YES24 Live Hall em Gwangjin-gu, Seul, em 11 de fevereiro, onde tocaram "Hands Up". 
O grupo começou a promover "Hands up" em 13 de fevereiro. Elas tocaram pela primeira vez o single principal no M Countdown da Mnet,  seguido por apresentações no Music Bank da KBS, Show! Music Core da MBC e Inkigayo da SBS.

## Desempenho comercial
"Hands Up" estreou em 11º lugar na World Digital Songs da Billboard, tornando-se a segunda entrada do grupo e também seu pico mais alto. A canção também estreou no número #99 noK-pop Hot 100, marcando a primeira aparição do grupo nas paradas.

## Lista de músicas
| N.º | Título                      | Letras                                       | Música                   | Arranjo             | Duração |  |
| 1.  | "Hands Up (무릎을 탁 치고)" | Han Sung-ho, Kim Do-hoon, Lee Sang-ho, Jimin | Kim Do-hoon, Lee Sang-ho | Lee Sang-ho, Mingki | 3:32    |  |

## Histórico de lançamento
| Região        | Data                    | Formato                        | Distribuidor                  |
| ------------- | ----------------------- | ------------------------------ | ----------------------------- |
| Vários        | 11 de fevereiro de 2020 | - Digital download - streaming | - FNC Entertainment - Kakao M |
| Coreia do Sul | 11 de fevereiro de 2020 | - Digital download - streaming | - FNC Entertainment - Kakao M |